# Дроздово (Плонський повіт)
Дроздово (пол. Drozdowo) — село в Польщі, у гміні Рацьонж Плонського повіту Мазовецького воєводства.
Населення — 168 осіб (2011).
У 1975-1998 роках село належало до Цехановського воєводства.

## Демографія
Демографічна структура станом на 31 березня 2011 року:
|          | Загалом | Допрацездатний вік | Працездатний вік | Постпрацездатний вік |
| -------- | ------- | ------------------ | ---------------- | -------------------- |
| Чоловіки | 86      | 15                 | 63               | 8                    |
| Жінки    | 82      | 15                 | 50               | 17                   |
| Разом    | 168     | 30                 | 113              | 25                   |